# Megalastrum peregrinum
Megalastrum peregrinum är en träjonväxtart som beskrevs av Sundue, Rouhan och R. C. Moran. Megalastrum peregrinum ingår i släktet Megalastrum och familjen Dryopteridaceae. Inga underarter finns listade.